# Noordelijke Oblast (1936-1937)
De Noordelijke Oblast (Russisch: Се́верная область)  was een oblast van de RSFSR. De oblast bestond van 1936 tot 1937 en de oblast lag in het noorden van Europees Rusland. Het gebied van de oblast is tegenwoordig verdeeld tussen de oblasten Archangelsk, Vologda,  Kostroma en Kirov en de autonome okroeg  Nenetsië. De hoofdstad was Archangelsk.  
Voor 1936 was het gebied van de noordelijke oblast onderdeel van de Noordelijke Kraj, een grote administratieve eenheid waar het noorden van Rusland onder viel. De grondwet van 1936 schafte de Noordelijke Kraj af en het gebied werd verdeeld tussen de autonome republiek Komi en de Noordelijke Oblast. 
De Noordelijke Oblast bestond uit 54 districten. In 1937 werd het gebied van de oblast opgedeeld tussen de oblast Archangelsk en de oblast Vologda. In 1941 werden drie districten van de oblast Archangelsk overgedragen aan de oblast Kirov. De districten Pavinsk en Vochomsk werden onderdeel van de oblast Kirov.